# Joaquim Maria Fuster i Carulla
Joaquim Maria Fuster i Carulla   (Barcelona, 1930) és un neurocientífic dedicat a la recerca en ciència cognitiva en la que ha fet contribucions fonamentals a la comprensió de les estructures neuronals subjacents al comportament i la cognició. Els seus llibres i centenars d'articles científics, particularment sobre memòria i el còrtex prefrontal del cervell, són molt citats.
Fuster guanyà el seu màster a la Universitat de Barcelona l'any 1953, i l'any 1967 es doctorà a la Universitat de Granada. Des de l'any 1962 fins a 1964 fou investigador visitant al Max Planck Institute for Psychiatry. Actualment és professor de psiquiatria i ciències bio-comportamentals a l'Institut Semel per a la Neurociència i el Comportament Humà a la Universitat de Califòrnia-Los Àngeles (UCLA), i membre resident de l'Acadèmia Americana de les Arts i les Ciències
Entre altres premis, Fuster ha rebut el premi Patricia Goldman-Rakic 2006 a la Fita Excepcional en Recerca Cognitiva, i el Premi Internacional Fundació Fyssen 2000 a la recerca excel·lent. L'any 2010 va impartir la Conferència Segerfalk, que cada any dona un "científic internacionalment excepcional que ha fet contribucions importants dins de l'àrea de la neurociència".